# شیمون بوبروفسکی
شیمون بوبروفسکی (لهستانی: Szymon Bobrowski؛ زادهٔ ۱۶ مهٔ ۱۹۷۲) بازیگر اهل لهستان است.
از فیلم‌ها یا برنامه‌های تلویزیونی که وی در آن نقش داشته‌است، می‌توان به تازه‌کار، خبرچینان، فوریوزا، خیوکا، خون از خون، یک قلب گرم، مکمل، پزشکان، قانون حقیقی، کارول: مردی که پاپ شد، قانون حقیقی، پس‌تصویر، زندگی به مثابه بیماری آمیزشی مرگبار، در خوشی و سختی، ماگدا ام. و رز اشاره کرد.